# Axel Ringvall
Axel Wilhelm Ringvall, född den 17 augusti 1860 i Stockholm, död den 21 december 1927 i samma stad, var en svensk skådespelare, revyartist och operettsångare. 

## Biografi
Ringvall scendebuterade i Uppsala 1880 hos det Fröbergska sällskapet i rollen som Briquet i Nya garnisonen eller Sju flickor i uniform och blev kvar hos Fröberg till 1882. Därefter i roller på Tivoli i Kristiania, på Djurgårdsteatern och Södra Teatern. Från hösten 1884 och fram till våren 1887 var han fast engagerad hos Frithiof Carlbergs operettsällskap i en säsong för att sedan flytta till "Murre" Fröbergs sällskap. Där stannade han till våren 1894. 
Till sist hamnade han 1898 hos Albert Ranft och där blev han den komiska operettbegåvningen, inte minst på Oscarsteatern, allt ifrån dess öppnande 1906. Berömda roller var Pomasrel i Kyska Susanna 1911 och Inmari i Geishan 1913. Han lyckades också klara övergången till moderna operetter och spelade Baron Zeta i Glada änkan 1907 och Couder i Dollarprinsessan 1910. Under sju somrar var han ledare för Brunnshusteatern i Helsingfors och i tre somrar för Kristallsalongen på Djurgården.
Han var även en duktig vissångare och for på vis- och deklamationsturnéer där han gärna sjöng ur Elias Sehlstedts repertoar. Han medverkade också på ett stort antal grammofoninspelningar.
Under tiden 1908-1927 hade han elva filmroller av vilka kan nämnas som Onkel Bräsig i Livet på landet 1924. En roll som han även spelade på teaterscener vid olika tillfällen.
Ringvall var gift med operettsångerskan Bertha Wallin. Han är begravd på Norra begravningsplatsen i Stockholm. 

## Filmografi (urval)
- 1908 – I klädloge och på scen
- 1908 – Dans ur "Surcouf"
- 1912 – Jupiter på jorden
- 1913 – Ringvall på äventyr
- 1913 – Lady Marions sommarflirt
- 1913 – Filmdrottningen
- 1921 – En lyckoriddare
- 1921 – En hjulsaga eller Kärlek och tombolaspel
- 1923 – Andersson, Pettersson och Lundström
- 1924 – Livet på landet
- 1925 – Öregrund-Östhammar
- 1927 – Hin och smålänningen

## Teater

### Roller (ej komplett)
| År   | Roll                                             | Produktion | Regi             | Teater            |
| ---- | ------------------------------------------------ | --- | ---------------- | ----------------- |
| 1894 | Podostan i Bergamo                               | Lilla frun Charles Lecocq, Eugène Leterrier och Albert Vanloo                                                             |                  | Vasateatern       |
| 1894 | Saint-Clair, aktör                               | Lilla mamma Hervé, Henri Chivot och Alfred Duru                                                                           |                  | Vasateatern       |
| 1894 | Timofey Gawrilowitsch Kantschukoff, rysk general | Fatinitza Franz von Suppé                                                                                                 |                  | Vasateatern       |
| 1898 | Markis Inmari                                    | Geishan Sidney Jones, Owen Hall och Harry Greenbank                                                                       |                  | Vasateatern       |
| 1901 | Troupeau, f.d. lamphandlare                      | Bellevilles mö Carl Millöcker, Richard Genée och Friedrich Zell                                                           | Axel Bosin       | Södra Teatern     |
| 1903 | Frank, fängelsedirektör                          | Läderlappen Johann Strauss den yngre, Karl Haffner och Richard Genée                                                      |                  | Vasateatern       |
| 1905 | Kungen av Aragonien                              | Både hjärta och hand Charles Lecocq, Charles Nuitter och Alexandre Beaume                                                 |                  | Östermalmsteatern |
| 1905 | Gargousse                                        | Surcouf Robert Planquette, Alfred Duru och Henri Chivot                                                                   | Axel Ringvall    | Östermalmsteatern |
| 1905 |                                                  | Madame Scherry Hugo Felix och Maurice Ordonneau                                                                           |                  | Östermalmsteatern |
| 1905 | Polismästaren                                    | Landsvägsriddarna Carl Zeller, Moritz West och Ludwig Held                                                                |                  | Östermalmsteatern |
| 1905 | Jupiter                                          | Orfeus i underjorden Jacques Offenbach, Henri Meilhac och Ludovic Halévy                                                  |                  | Östermalmsteatern |
| 1906 |                                                  | Lilla drottningen Léon Xanrof och Michel Carré                                                                            |                  | Östermalmsteatern |
| 1906 | Papillon                                         | Hertiginnan av Danzig Ivan Caryll och Henry Hamilton                                                                      |                  | Östermalmsteatern |
| 1906 | Pietro                                           | Frihetsbröderna Jacques Offenbach, Henri Meilhac och Ludovic Halévy                                                       |                  | Oscarsteatern     |
| 1907 | Maroufle                                         | Lille hertigen Charles Lecocq, Henri Meilhac och Ludovic Halévy                                                           |                  | Oscarsteatern     |
| 1907 | Baron Mirko Zeta                                 | Glada änkan Franz Lehár, Victor Léon och Leo Stein                                                                        | Axel Bosin       | Oscarsteatern     |
| 1907 | Niklas                                           | Talismanen, eller De bägge rödhåriga Johann Nestroy                                                                       |                  | Oscarsteatern     |
| 1907 |                                                  | Skytte-Lisa Edmund Eysler och Karl Lindau                                                                                 |                  | Oscarsteatern     |
| 1907 | Gargousse                                        | Surcouf Robert Planquette och Henri Chivot                                                                                |                  | Oscarsteatern     |
| 1907 |                                                  | Boccaccio Franz von Suppé, Camillo Walzel och Richard Genée                                                               |                  | Oscarsteatern     |
| 1907 |                                                  | Ambassadören Claude Terrasse, Robert de Flers och Gaston Arman de Caillavet                                               | Emil Linden      | Oscarsteatern     |
| 1908 | Frank                                            | Läderlappen Johann Strauss den yngre, Karl Haffner och Richard Genée                                                      |                  | Oscarsteatern     |
| 1908 | John Couder                                      | Dollarprinsessan Leo Fall, Alfred Maria Willner och Fritz Grünbaum                                                        | Axel Bosin       | Oscarsteatern     |
| 1909 | Greve Timotej                                    | Fatinitza Franz von Suppé                                                                                                 |                  | Oscarsteatern     |
| 1909 | Generaldirektören                                | Frånskilda frun Leo Fall                                                                                                  |                  | Oscarsteatern     |
| 1909 | Furst Krakowski                                  | Fortunas gunstling Karl Gilck                                                                                             | Carl Barcklind   | Oscarsteatern     |
| 1909 | Alkalden                                         | Skatten Helfrid Lambert                                                                                                   |                  | Oscarsteatern     |
| 1909 | Ollendorf                                        | Tiggarstudenten Karl Millöcker, Richard Genée och Friedrich Zell                                                          |                  | Oscarsteatern     |
| 1910 | Radabüm                                          | Mahomets paradis Robert Planquette och Henri Blondeau                                                                     |                  | Oscarsteatern     |
| 1910 | Kálmán Zsupan                                    | Zigenarbaronen Johann Strauss d.y. och Ignaz Schnitzer                                                                    |                  | Oscarsteatern     |
| 1911 | Calchas                                          | Sköna Helena Jacques Offenbach, Henri Meilhac och Ludovic Halévy                                                          |                  | Oscarsteatern     |
| 1911 | Polisministern                                   | Vackra ladyn Giacomo Minkowsky och Rudolf Lothar                                                                          | Emil Linden      | Oscarsteatern     |
| 1911 | Pomarel                                          | Kyska Susanna Jean Gilbert och Georg Okonkowski                                                                           |                  | Oscarsteatern     |
| 1911 |                                                  | Wienerblod Johann Strauss den yngre, Victor Léon, Leo Stein och Adolf Müller                                              |                  | Oscarsteatern     |
| 1912 | Pietro                                           | Frihetsbröderna Jacques Offenbach, Henri Meilhac och Ludovic Halévy                                                       | Albert Ranft     | Oscarsteatern     |
| 1912 |                                                  | Stockholmsgreker, eller Olympen-Stadsgården-Stadion, revy Emil Norlander                                                  | Axel Ringvall    | Kristallsalongen  |
| 1912 |                                                  | Kvinnohataren Edmund Eysler, Leo Stein och Karl Lindau                                                                    | Emil Linden      | Oscarsteatern     |
| 1912 |                                                  | Prinsen av Burgund Leo Fall, Alfred Maria Willner och Robert Bodanzky                                                     |                  | Oscarsteatern     |
| 1912 | Konung Magawewe                                  | Gri-Gri Paul Lincke, Heinrich Bolten-Baeckers och Jules Chancel                                                           | Emil Linden      | Oscarsteatern     |
| 1912 | Karl X Gustav                                    | Biografflugan Walter Kollo och Willy Bredschneider                                                                        |                  | Oscarsteatern     |
| 1913 | Mikadon                                          | Mikadon W.S. Gilbert och Arthur Sullivan                                                                                  | August Bodén     | Oscarsteatern     |
| 1913 |                                                  | Tjusiga Magnusson, eller En Venustävlan på Munkbron, revy Emil Norlander                                                  | Axel Ringvall    | Kristallsalongen  |
| 1915 | Poire, impressario                               | Madame Szibill Victor Jacobi                                                                                              | Oskar Textorius  | Oscarsteatern     |
| 1915 |                                                  | Lyckoflickan Edmond Audran, Alfred Duru och Henri Charles Chivot                                                          | Axel Ringvall    | Oscarsteatern     |
| 1916 |                                                  | Lotta gråter och Kalle skrattar (Jeanne qui pleure et Jean qui rit) Jacques Offenbach, Charles Nuitter och Étienne Tréfeu |                  | Kristallsalongen  |
| 1916 |                                                  | Pinetdrottningen, eller Stockholmskannibaler på krigsstråt, revy Emil Norlander                                           | Axel Hultman     | Kristallsalongen  |
| 1917 | Leopold Maria                                    | Csardasfurstinnan Emmerich Kálmán, Leo Stein och Béla Jenbach                                                             | Oskar Textorius  | Oscarsteatern     |
| 1917 |                                                  | Jungfruburen Alfred Maria Willner, Heinz Reichert, Franz Schubert och Heinrich Berté                                      |                  | Oscarsteatern     |
| 1919 |                                                  | Mr Jack Anders Eje och Fred Winter                                                                                        | Carl Barcklind   | Oscarsteatern     |
| 1920 |                                                  | En balnatt Oscar Straus, Leopold Jacobson och Robert Bodanzky                                                             | Elvin Ottoson    | Oscarsteatern     |
| 1920 | Lambertuccio                                     | Boccaccio Franz von Suppé, Camillo Walzel och Richard Genée                                                               | Carl Barcklind   | Oscarsteatern     |
| 1921 |                                                  | Damen i hermelin Jean Gilbert, Rudolph Schanzer och Ernst Welisch                                                         | Carl Barcklind   | Oscarsteatern     |
| 1921 | Överste Ollendorff                               | Tiggarstudenten Karl Millöcker, Richard Genée och Friedrich Zell                                                          | Elvin Ottoson    | Oscarsteatern     |
| 1922 | Lucullus                                         | Lucullus Jean Gilbert, Rudolf Schanzer och Ernst Welisch                                                                  | Carl Barcklind   | Oscarsteatern     |
| 1923 |                                                  | Greven av Luxemburg Franz Lehár, Alfred Maria Willner och Robert Bodansky                                                 | Nils Johannisson | Oscarsteatern     |
| 1923 | Lord Webster                                     | Katja Jean Gilbert, Leopold Jacobson och Rudolph Österreicher                                                             | Nils Johannisson | Oscarsteatern     |
| 1923 |                                                  | Madame Pompadour Rudolf Schanzer, Ernst Welisch och Leo Fall                                                              | Nils Johannisson | Oscarsteatern     |
| 1923 | Konung Magawewe                                  | Gri-Gri Paul Lincke, Heinrich Bolten-Baeckers och Jules Chancel                                                           | Elvin Ottoson    | Oscarsteatern     |
| 1924 |                                                  | På hal is Franz Arnold och Ernst Bach                                                                                     | Knut Nyblom      | Vasateatern       |
| 1924 |                                                  | Rajhan Anders Eje och Fred Winter                                                                                         | Nils Johannisson | Oscarsteatern     |
| 1924 | Fursten                                          | Operettprinsessan Richard Kessler, Will Steinberg och Walter Brommé                                                       | Nils Johannisson | Oscarsteatern     |
| 1924 | Det österrikiske sändebudet                      | Kvinnan i purpur Jean Gilbert, Leopold Jacobson och Rudolf Oesterreicher                                                  | Nils Johannisson | Oscarsteatern     |
| 1925 | Karl Stephan Liebenberg                          | Grevinnan Mariza Julius Brammer, Alfred Grünwald och Emmerich Kálmán                                                      | Nils Johannisson | Oscarsteatern     |
| 1925 | Jultomten                                        | Julstjärnan Sverre Brandt och Johan Halvorsen                                                                             | Nils Johannisson | Oscarsteatern     |
| 1927 | Pampylos                                         | Cleopatras pärlor Oscar Straus, Julius Brammer och Alfred Grünwald                                                        | Oskar Textorius  | Vasateatern       |

### Regi (ej komplett)
| År   | Produktion                               | Upphovsmän                                          | Teater            |
| ---- | ---------------------------------------- | --------------------------------------------------- | ----------------- |
| 1905 | Surcouf                                  | Robert Planquette, Alfred Duru och Henri Chivot     | Östermalmsteatern |
| 1913 | Tiggarstudenten Der Bettelstudent        | Karl Millöcker, Richard Genée och Friedrich Zell    | Oscarsteatern     |
| 1915 | Lyckoflickan La Mascotte                 | Edmond Audran, Alfred Duru och Henri Charles Chivot | Oscarsteatern     |
| 1916 | Afrikaresan                              | Franz von Suppé och Richard Genée                   | Oscarsteatern     |
| 1917 | Öregrund-Östhammar                       | Selfrid Kinmanson                                   | Oscarsteatern     |
| 1917 | Prinsessan som inte ville skratta        | Helge Malmberg                                      | Oscarsteatern     |
| 1919 | Sköna Helena La belle Hélène             | Jacques Offenbach, Henri Meilhac och Ludovic Halévy | Oscarsteatern     |
| 1925 | Mikadon The Mikado or The Town of Titipu | W.S. Gilbert och Arthur Sullivan                    | Oscarsteatern     |

## Rollporträtt

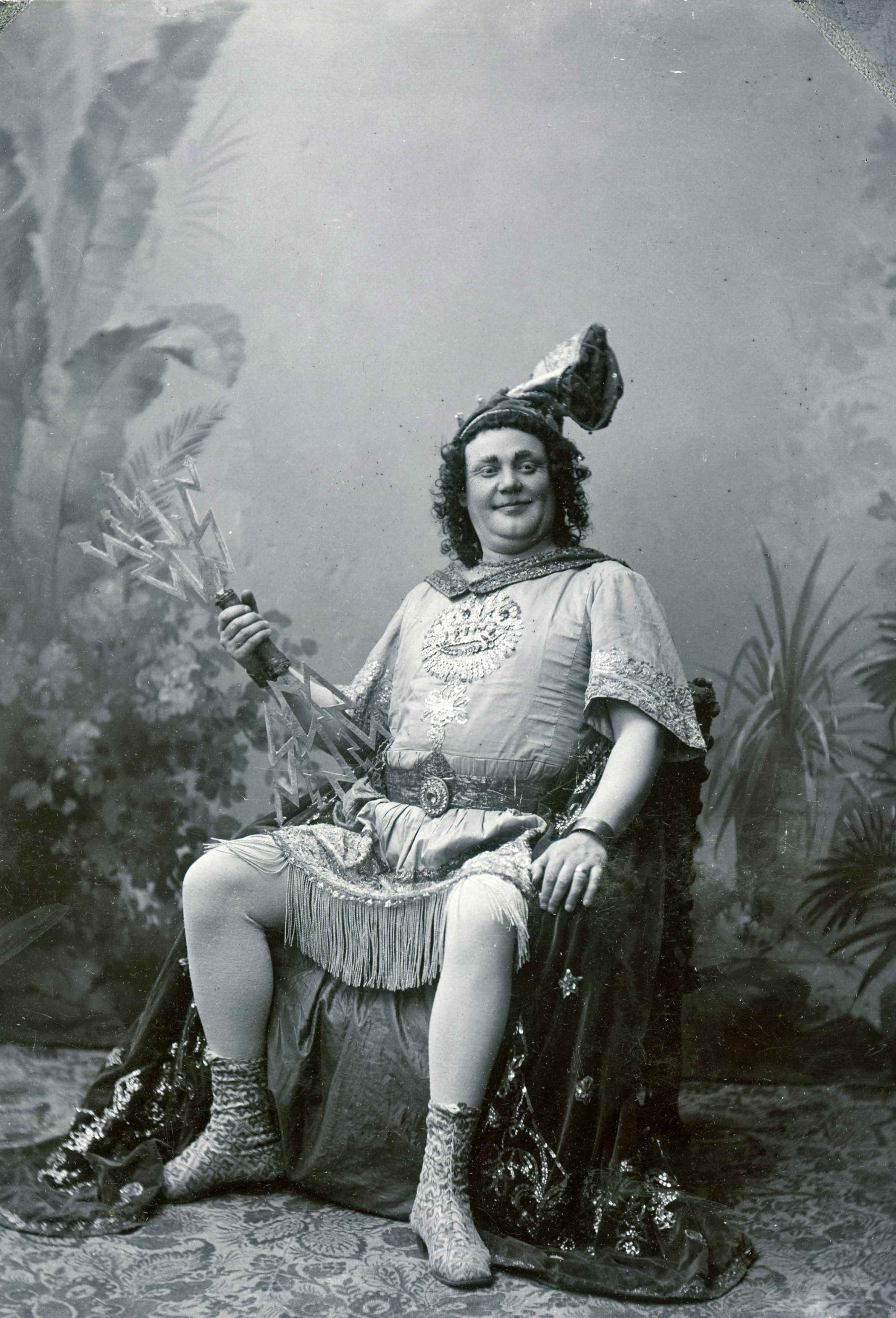
Som Jupiter i Orfeus i underjorden på Vasateatern 1895.
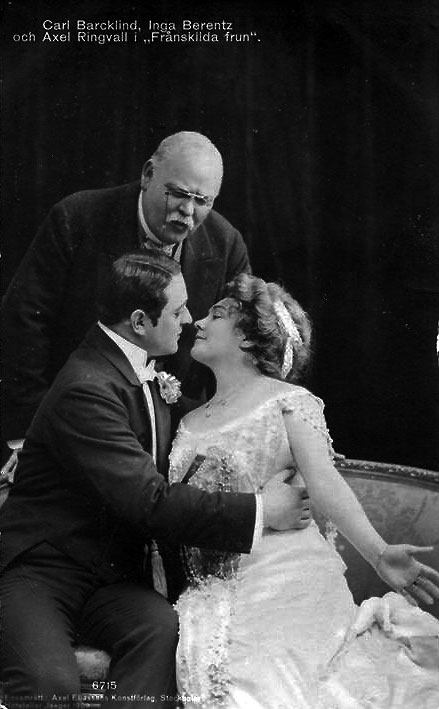
Carl Barcklind, Inga Berentz och Axel Ringvall (bakom i mitten) i rollen som Generaldirektören i operetten Frånskilda frun på Oscarsteatern 1909.
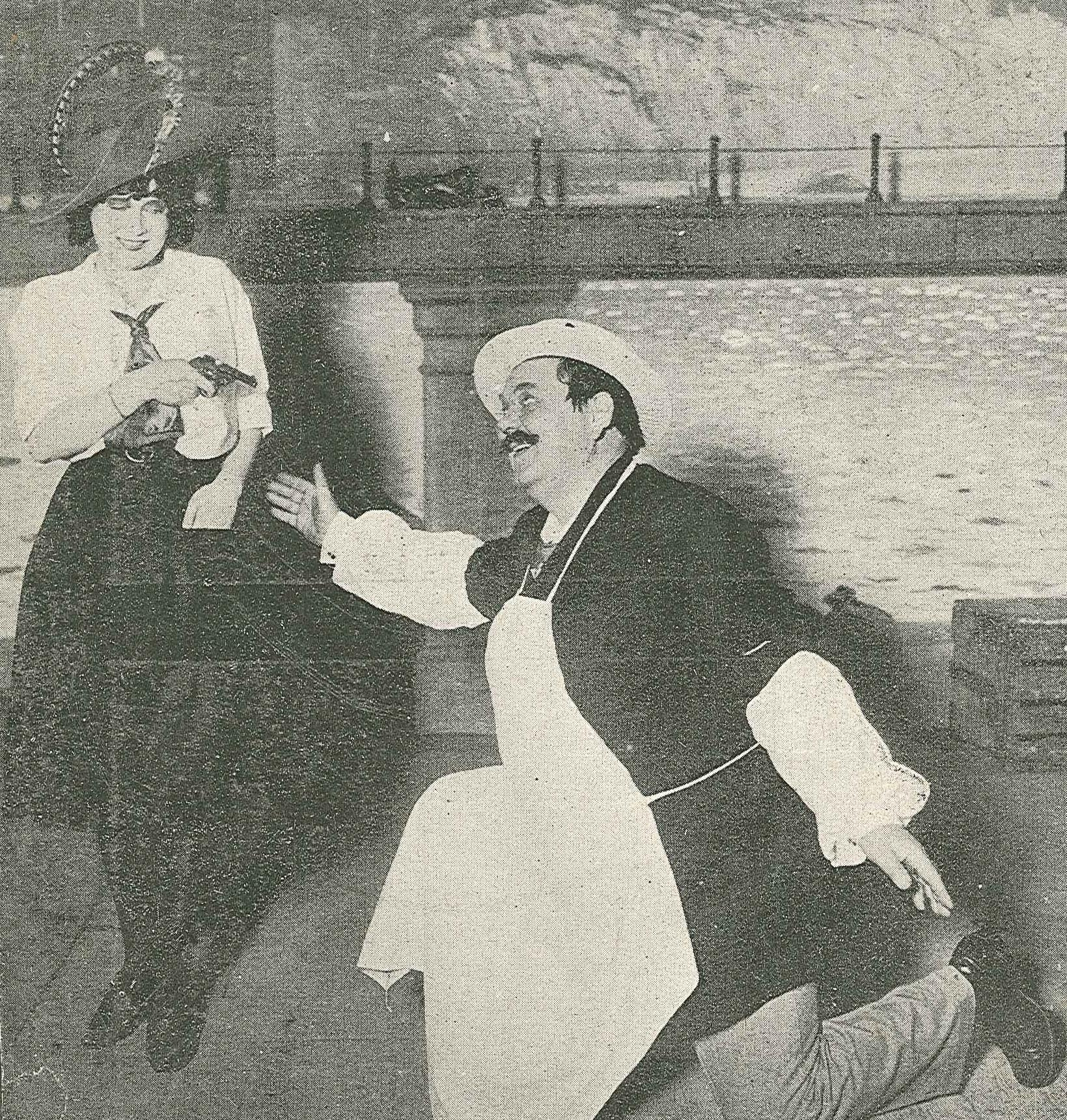
Axel Ringvall på knä för Elna Panduro i Kristallsalongens sommarrevy 1916.
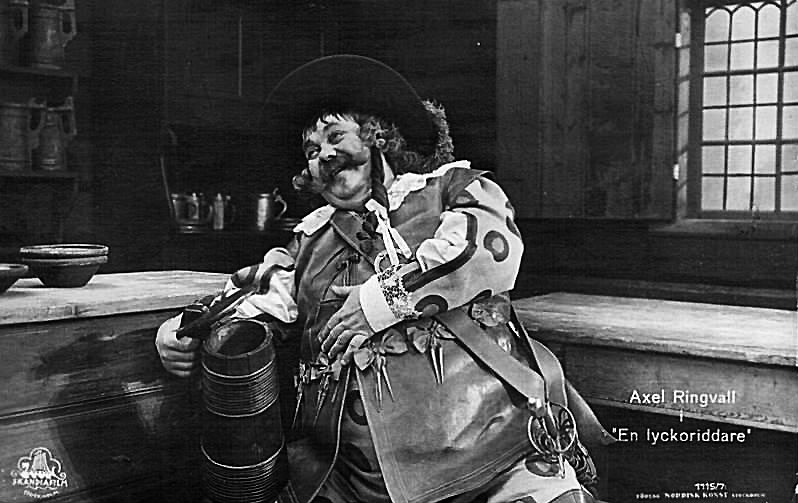
Axel Ringvall i filmen En lyckoriddare 1921.